# Weingut Wohlmuth
Das Weingut Wohlmuth ist ein österreichisches Weingut im Weinbaugebiet Südsteiermark.

## Geschichte
Das Weingut wird seit 1803 von der Familie Wohlmuth betrieben. Zu ihrem Besitz gehören dabei Einzellagen, die teils eine deutlich längere Historie aufweisen – in einem Fall bis zur ersten urkundlichen Erwähnung im Jahr 1322.
Seit 2018 ist das Weingut Mitglied in der Vereinigung Steirische Terroir- und Klassikweingüter.

## Anbaufläche und Lage
Die Anbaufläche beträgt ca. 65 ha. Das Weingut liegt in Fresing, einer Ortschaft der Gemeinde Kitzeck im Sausal, dem höchstgelegenen Ort mit Weinanbau in Österreich. Die Entwicklung der Weine wird bestimmt von einem feuchtwarmen, mediterranen Klima (Illyrisches Klima), kühlen Nächten sowie kargen Schieferböden und der Höhenlage. Die Rebflächen liegen auf 400 bis 600 Metern und haben eine Steigung von bis zu 90 Prozent und zählen damit zu den steilsten Rebbergen Europas.
Anfang der 2000er Jahre wurde das Weingut Meinhardt in Steinbach erworben und in die Flächen und Produktlinien des eigenen Weinguts integriert. Meinhard-Weine blieben unter ihrem eigenen Namen marktgängig.

## Weine
Angebaut werden rote und weiße Rebsorten. Zu den Weißweinsorten gehören Welschriesling, Muskateller, Gelber Muskateller, Sauvignon Blanc, Morillon, Gewürztraminer, Riesling, Weißburgunder (Pinot Gris) und Grauburgunder. Im Segment der Rotweine werden Blaufränkisch, Pinot Noir und Zweigelt an- und ausgebaut. Das Weingut ist auf den Weinmessen ProWein, Vinitaly, Vinexpo Bordeaux und Wine Trade Fair London vertreten.

## Auszeichnungen
Das Weingut erzielt regelmäßig hohe Auszeichnungen. 2001 wurde Gerhard Wohlmuth zum Falstaff-Winzer des Jahres gewählt. Auch Vinum attestiert Wohlmuth „Top-Bewertungen rund um den Globus“.
- Vinaria: 5 Kronen (Weinguide 2022/23)[8]
- Falstaff: 4 Sterne (Falstaff Weinguide Österreich 2022/23)[9]
- Vinum: Die 10 besten Weine aus Österreich. VINUM Top 100, 2021[10]